# جسم خاکستری
جسم خاکستری (به انگلیسی: Gray Body) یک تابشگر غیرانتخابی است که تابشگری طیفی کمتر از ۱ دارد.